# Zulunigma
Zulunigma is een geslacht van spinnen uit de familie springspinnen (Salticidae).

## Soorten
De volgende soorten zijn bij het geslacht ingedeeld:
- Zulunigma incognita (Wesolowska & Haddad, 2009)